# Сечков, Иван Алексеевич
Иван Алексеевич Сечков — советский хозяйственный, государственный и политический деятель.

## Биография
Родился в 1916 году в селе Заложье. Член КПСС.
С 1936 года — на хозяйственной, общественной и политической работе. В 1936—1988 гг. — сменный инженер литейного цеха КМК имени Сталина, участник Великой Отечественной войны, замначальника литейного цеха Старо-Оскольского МК, второй секретарь Курского горкома ВКП(б), председатель Курского горисполкома, секретарь Курского обкома КПСС, заместитель, 1-й заместитель председателя Курского совнархоза, председатель комитета партконтроля Курского промышленного обкома КПСС, второй секретарь Курского обкома КПСС, председатель Курского областного комитета защиты мира.
Избирался депутатом Верховного Совета РСФСР 7-го созыва. Делегат XXIII и XXIV съездов КПСС.
Умер в Курске в 1998 году.